# 森本哲夫
森本哲夫（もりもと てつお、1935年5月26日 - ）は日本の郵政官僚。郵政事務次官、郵便貯金振興会理事長、新世代通信網利用高度化協会理事長。神奈川県横浜市港北区下田町3丁目在住。

## 来歴
奈良県出身。京都大学法学部卒業。1958年 郵政省入省。1973年 大臣官房秘書課広報室長。1979年7月 大臣官房郵政参事官。1980年7月 大臣官房秘書課長。1981年7月 郵務局次長。1983年7月 近畿郵政監察局長。1984年7月 通信政策局次長。1985年6月 関東郵政局長。1986年6月 大臣官房人事部長。1987年6月 大臣官房長。1988年6月 貯金局長。1989年6月 電気通信局長。1992年6月23日 郵政事務次官。1993年7月1日 退官。同年 郵便貯金振興会理事長（〜1997年8月）、新世代通信網利用高度化協会理事長。1997年8月 通信・放送機構理事長（〜1998年9月）。1998年6月 JSAT（株）会長（〜2003年6月）。